# Чакалці
Чака́лці (болг. Чакалци) — село в Кирджалійській області Болгарії. Входить до складу общини Джебел.

## Населення
За даними перепису населення 2011 року у селі проживали 63 особи.
Національний склад населення села:
| Національність   | Кількість осіб | Відсоток |
| ---------------- | -------------- | -------- |
| турки            | 35             | 59,3%    |
| болгари          | 24             | 40,7%    |
| цигани           | 0              | 0%       |
| інша             | 0              | 0%       |
| не визначились   | 0              | 0%       |
| Всього відповіли | 59             |          |

Розподіл населення за віком у 2011 році:
Динаміка населення: